# Grigor Aharonjan
Grigor Petrowitsch Aharonjan (armenisch Գրիգոր Ահարոնյան, russisch Григорий Петрович Агаронян; * 24. Februarjul. / 7. März 1896greg. in Tiflis; † 7. Juli 1980 in Jerewan) war ein russisch-sowjetischer Bildhauer armenischer Herkunft.

## Leben
Aharonjan, Sohn eines Edelmetall-Punzers, besuchte die Bakuer Technik-Mittelschule. 1914 ging er nach St. Petersburg. Er studierte Bildhauerei in den Ateliers der Bildhauer Leonid Sherwood und Saweli Seidenberg und hospitierte an der Kunsthochschule der Kaiserlichen Akademie der Künste (1915–1917).
Nach der Oktoberrevolution im Russischen Bürgerkrieg unterrichtete Aharonjan ab 1920 Bildhauerei und war Vizedirektor der Lunatscharski-Kunstschule in Wladikawkas.
1921 emigrierte Aharonjan nach Bulgarien. An der Kunstakademie Sofia studierte er bei Scheko Spiridonow bis 1924. Er arbeitete als Zeichenlehrer in Dupniza, Pasardschik und Plowdiw. Er nahm an Ausstellungen in Bulgarien teil und hatte 1925 eine Einzelausstellung in Dupniza. 1927–1928 machte er ein Praktikum in Paris bei Hakob Gjurdschjan. Er kehrte anschließend nach Bulgarien zurück. Er wurde 1929 Mitglied der Gesellschaft der Russischen Künstler in Bulgarien und zeitweise deren Vorsitzender.  Er nahm am Pariser Herbstsalon 1937/1938 teil.
Nach der Besetzung Bulgariens durch die Rote Armee zum Ende des Deutsch-Sowjetischen Kriegs schuf Aharonjan 1945 eine Stalin-Büste und kehrte, als die Volksrepublik Bulgarien gegründet wurde, 1946 in die Sowjetunion zurück. Er lehrte ab 1947 am Jerewaner Kunst-Theater-Institut und leitete den Lehrstuhl für Bildhauerei. Nach einem Entwurf Sergei Merkurows schuf er 1954 eine Lenin-Statue für Leninakan. 1958 schuf er ein Denkmal für den ersten armenischen Drucker Hakob Meghapart für das Matenadaran in Jerewan. 1960 erstellte er für Sissian den Obelisken zur Feier des 40. Jahrestags der Etablierung der Sowjetmacht in Armenien. Er schuf eine Büste des Dichters Derenik Demirdschjan, die in Beirut aufgestellt wurde. Er war Mitglied der Union der Künstler der UdSSR. Anlässlich seines 70. Geburtstags gab es 1966 eine Ausstellung in Jerewan. Werke Aharonjans befinden sich in der Nationalgalerie Armeniens in Jerewan und in der Nationalen Kunstgalerie in Sofia.
Aharonjans Sohn Wahe Aharonjan (1933–1994) wurde Pianist und Professor am Staatlichen Konservatorium Jerewan.

## Ehrungen, Preise
- Verdienter Kunstschaffender der Armenischen SSR (1956)
- Orden der Heiligen Kyrill und Methodius der Volksrepublik Bulgarien I. Klasse (1966)
- Volkskünstler der Armenischen SSR (1967)[2]

## Werke (Auswahl)

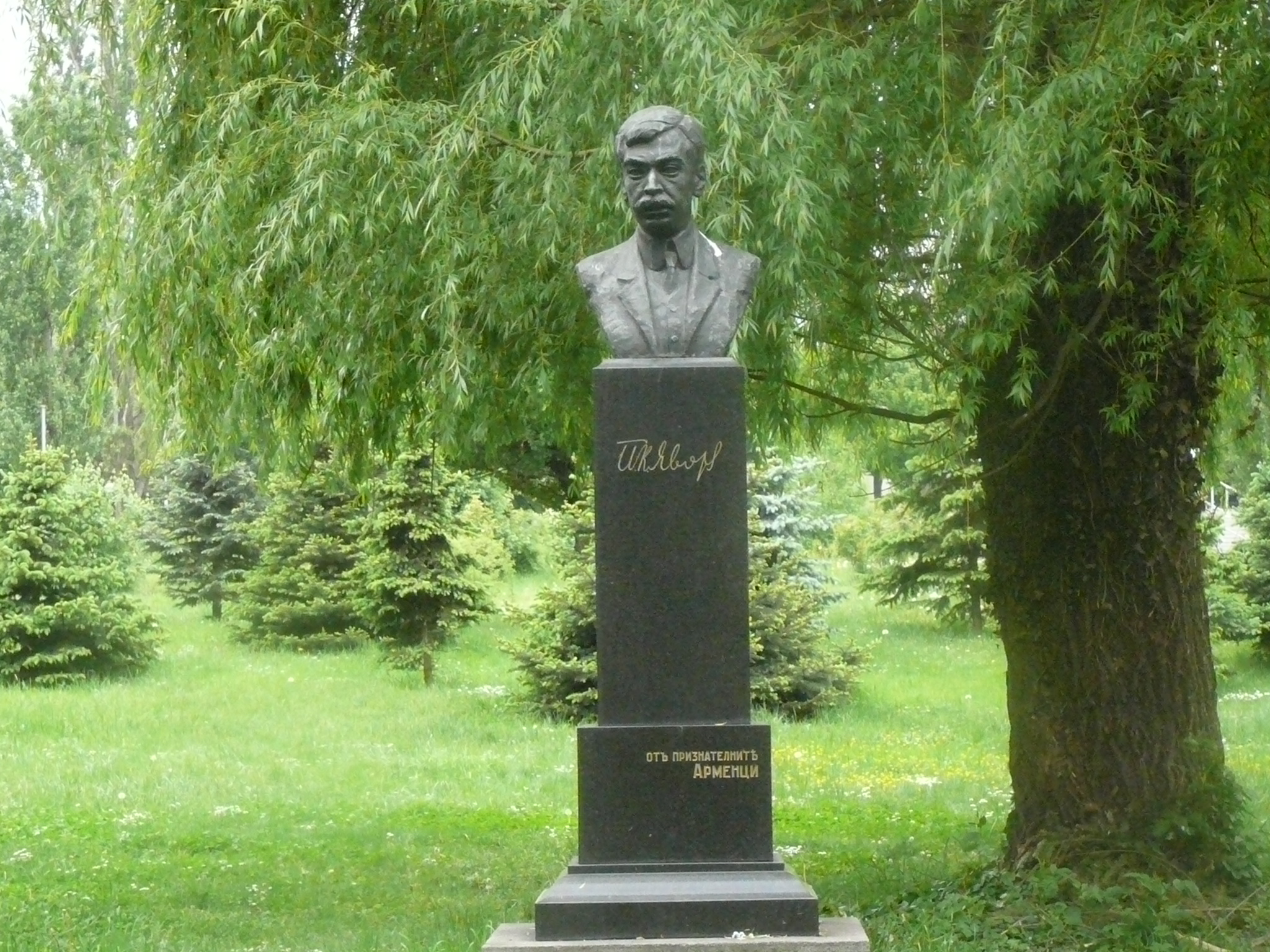
Pejo Jaworow (1928), Borissowa gradina, Sofia
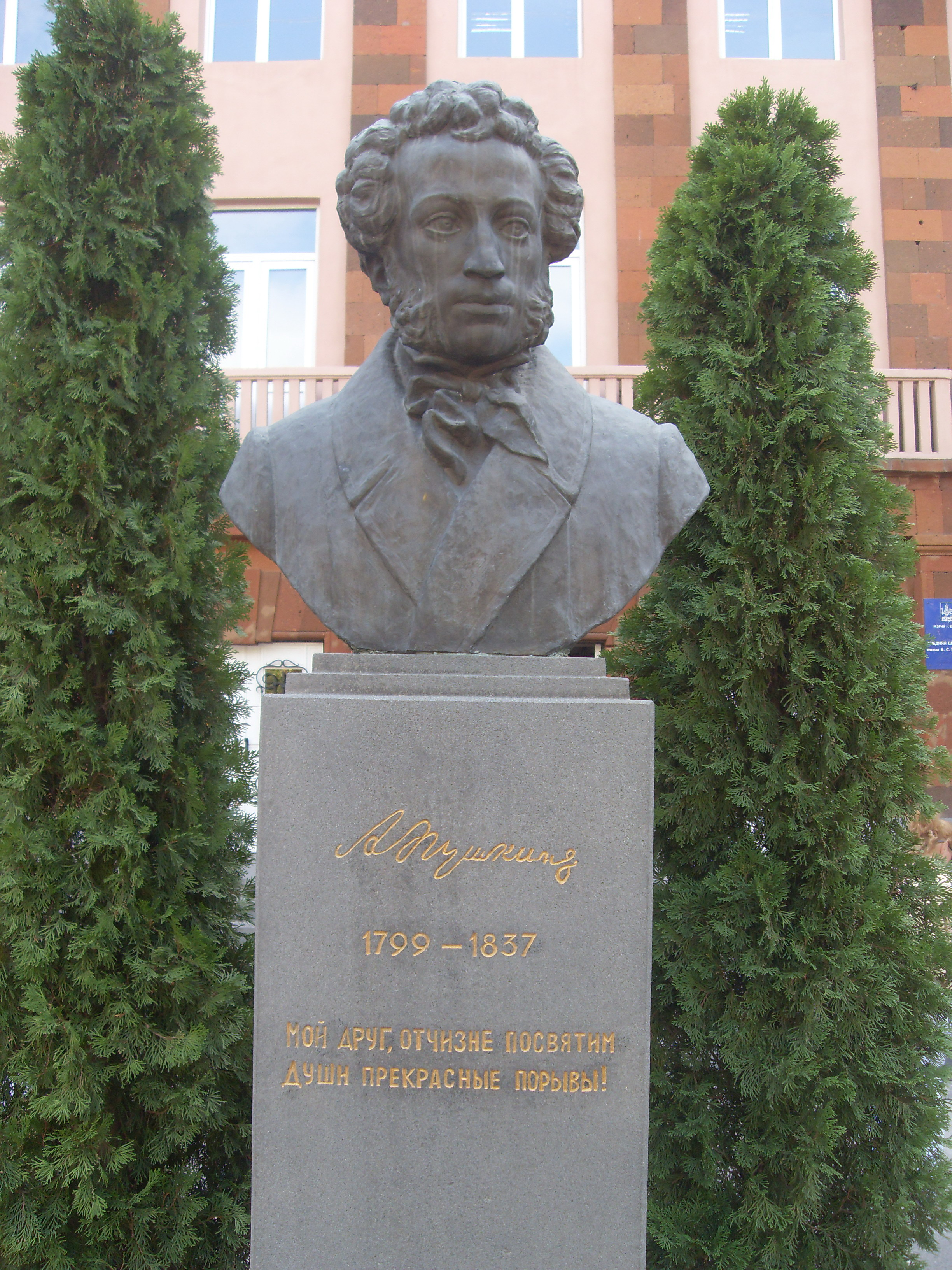
Alexander Puschkin (1949), Jerewan
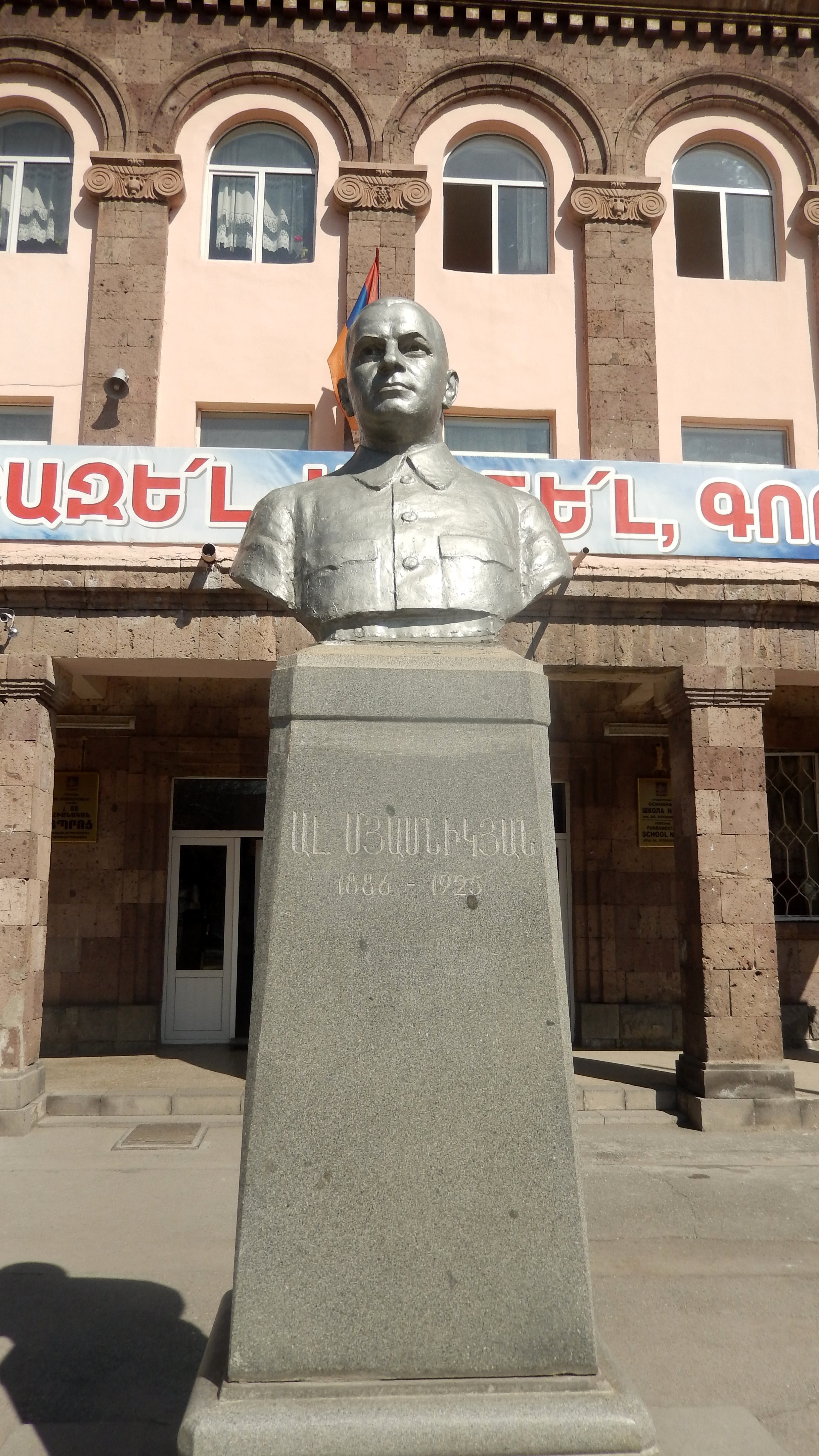
Alexander Mjasnikow, Jerewan
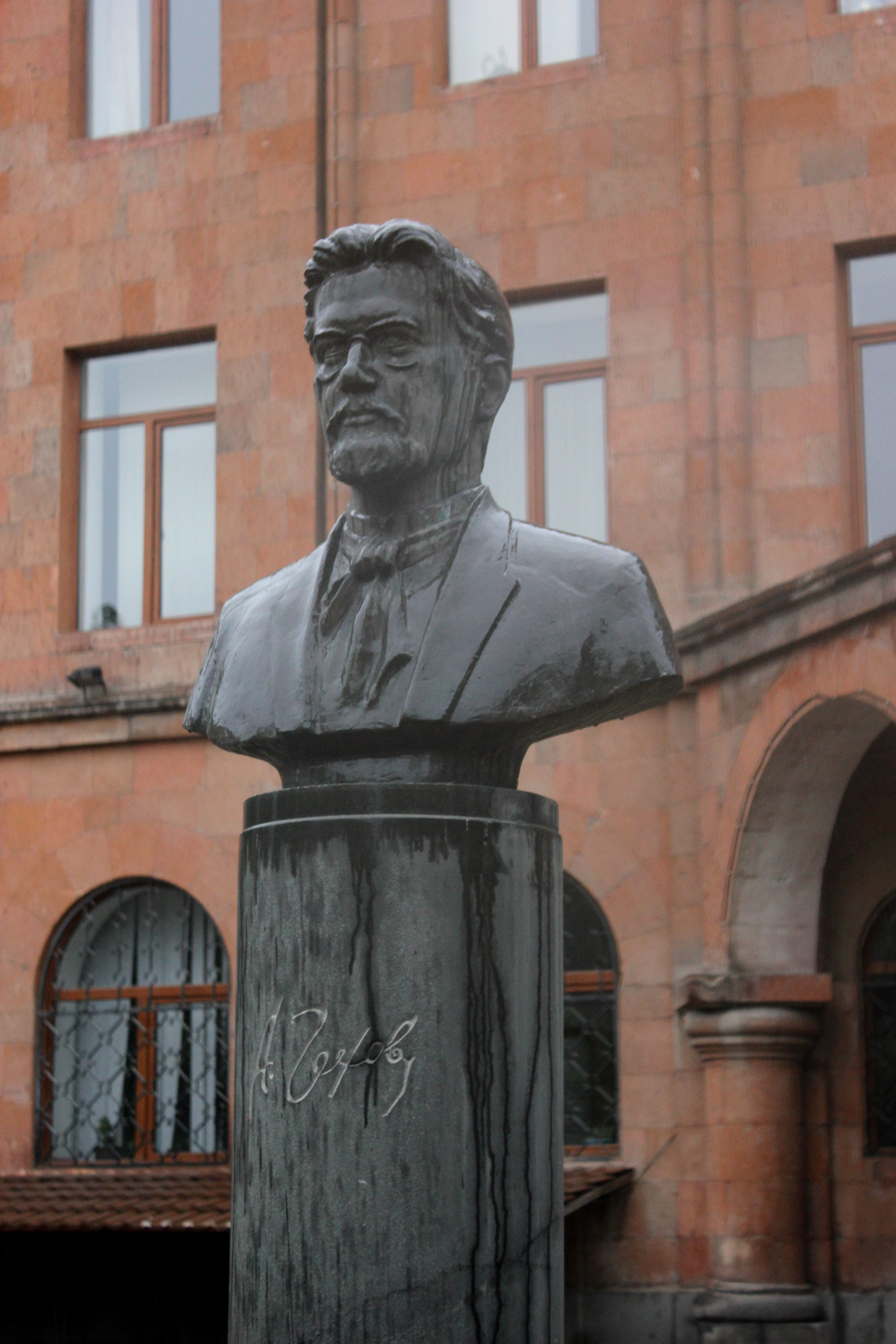
Anton Tschechow, Jerewan
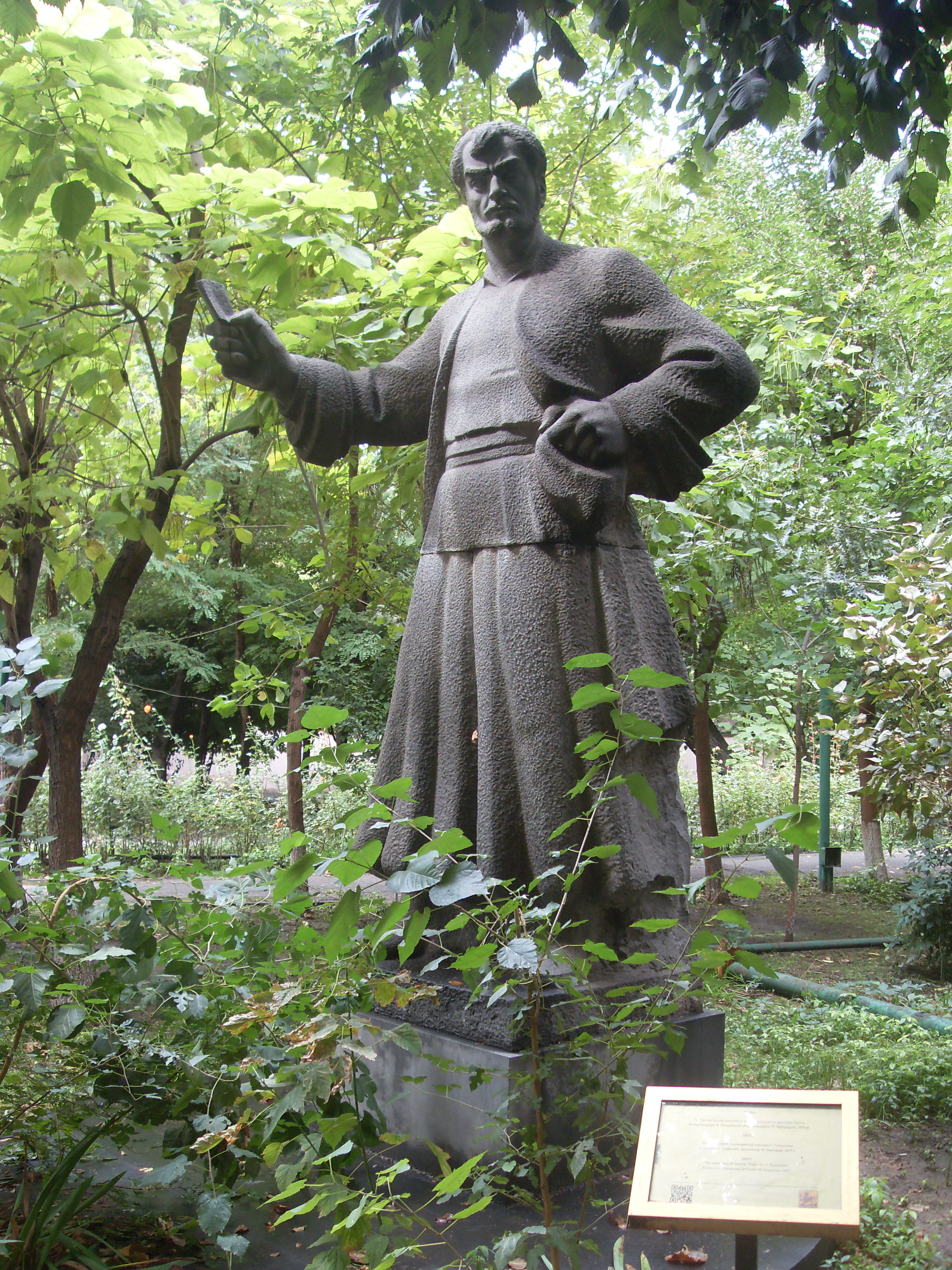
Pepo der Komödie Pepo Gabriel Sundakjans (1972), Jerewan